# إبراهيم حبيب
إبراهيم أحمد حبيب أحمد (ولد في 5 فبراير 1989 في المنامة، البحرين) لاعب كرة قدم دولي بحريني يجيد اللعب في مركز المهاجم. يلعب حاليا لصالح الأهلي الذي ينافس في الدوري البحريني الممتاز منذ 2020.